# Tögrög járás (Góbi-Altaj)
Tögrög járás (mongol nyelven: Төгрөг сум) Mongólia Góbi-Altaj tartományának egyik járása. Területe 5400 km². Népessége kb. 2800 fő.
Székhelye Tugrug (Тугруг), mely 165 km-re délnyugatra fekszik Altaj tartományi székhelytől.